# 이즈모노 오쿠니
이즈모노 오쿠니(일본어: 出雲阿国, いずもの おくに, 1572년? ~ 1613년?)는 가부키라는 연극 예술 형식을 창안한 것으로 알려진 일본의 예능인이자 신사 무녀이다. 교토의 가모가와강 건천에서 '노래와 춤의 예술'이라는 뜻의 가부키라는 새로운 예술 형식의 공연을 시작한 것으로 전해진다. 오쿠니의 극단은 순식간에 엄청난 인기를 얻었는데, 오쿠니가 여성으로만 구성된 극단에서 공연하도록 모집한 하층민 여성 배우들로 유명했기 때문이다.
일반적으로 그가 시작한 "아쿠니 가부키"의 탄생에는 나고야 산자부로가 관련되어 있다고 여겨지며, "산자부로의 망령 역할을 맡은 남성과 함께 춤을 추었다"는 설명이 자주 이루어진다. 오쿠니가 공연했던 것은 자야소비를 묘사한 에로틱한 것이었으며, 오쿠니 자신이 유녀적 측면을 가지고 있었을 가능성도 배제할 수 없다.
그의 생애에 대해 알려진 구체적인 사실은 많지 않다. 이즈모국 근처에서 태어난 오쿠니는 이즈모 대사에서 수년간 무녀로 일하다가, 극적인 춤 공연으로 인기를 얻게 되었고 구경꾼들은 이를 가부키라 이름 붙였다. 오쿠니는 1610년경 은퇴하여 자취를 감출 때까지 극단과 함께 가부키 공연을 이어갔다. 1613년경에 사망한 것으로 추정된다.

## 생애

### 어린 시절
이즈모노 오쿠니는 1572년경에 태어났으며, 이즈모 대사 인근에서 성장했다. 그의 아버지 나카무라 산에몬은 대장장이로 일했으며, 다른 가족 구성원들도 신사에서 일했다. 결국 오쿠니는 무녀가 되었는데, 춤과 연기 실력은 물론 아름다움으로도 유명했다. 당시에는 신사를 위한 기부금을 모금하기 위해 승려나 무녀 등을 파견하는 관습이 있었기에, 그는 교토로 보내져 신성한 춤과 노래를 공연했다.
교토에서 공연하는 동안 그는 아미타불을 기리는 염불춤(念仏踊り, 넨부쓰 오도리)으로도 유명해졌다. 이 춤은 10세기 정토불교 전도사였던 구야에게서 비롯되었으나, 오쿠니 시대에 이르러서는 대체로 세속적인 민속춤이 되었으며, 그의 독특한 각색은 관능적이고 성적인 암시가 담긴 것으로 알려졌다. 오쿠니의 공연에서 다루는 다른 인기 있는 주제로는 여러 공공장소에서 벌어지는 연인들의 밀회나 남성과 유녀의 만남을 다룬 해학적인 촌극이 있었다. 이러한 춤과 연기를 통해 그는 많은 관심을 받았고 공연하는 곳마다 큰 무리가 모여들기 시작했다. 결국 신사로 돌아오라는 소환을 받았으나 무시하고, 모은 돈은 계속해서 보냈다. 1600년에 쿠니라는 인물이 야야코 춤(ヤヤコ跳)을 추었다는 기록이 《도키요시쿄키》(時慶卿記)에 남아 있으며, 이 쿠니가 3년 후인 1603년에 가부키 춤을 시작했다고 여겨진다.

### 가부키의 창시

17세기에 제작된 육폭 병풍인 《오쿠니 가부키도 병풍》은 이즈모노 오쿠니를 담은 것으로 알려진 가장 오래된 그림이다(왼쪽에서 세 번째 폭에 무대 위의 오쿠니가 그려져 있다).

1603년경 오쿠니는 처음에는 가모가와강의 시조가와라(4번가 건천)의 가설 건물에서, 이후 기타노 덴만구의 상설 무대에서 공연을 시작했다. 기타노 덴만구의 신관 쇼바이인(松梅院)의 승려 젠쇼는 오쿠니의 예술과 인물에 대해 가장 이해가 깊은 유력한 후원자였다. 또한 《도우다이키》에 따르면 후시미성에 올라 황실의 여성들을 위해서도 여러 차례 춤을 공연한 바 있다. 그는 그 지역의 특히 매춘과 관련된 여성 이방인들과 부적응자들을 모아 연기와 춤, 노래를 가르쳐 극단을 결성했다.
가부키라는 단어의 어원에 대해서는 여러 가지 설이 있다. 하나는 기이하게 차려입고 거리를 활보하던 이들을 '가부키모노'(어떤 방향으로 기울다라는 뜻의 '가부쿠'와 사람을 뜻하는 '모노'에서 유래)라고 부르던 것에서 비롯되었다는 설이다. 또 다른 가능한 어원으로는 '기울어진' 또는 '크게 기운'이라는 뜻의 '가타무키'가 있다. 어느 경우든 사람들은 오쿠니 극단의 공연이 괴이하고 사회적으로 대담했기에 이를 '가부키'라고 불렀다. 초기 가부키 공연은 뚜렷한 줄거리 없이 춤과 노래로 이루어졌으며, 지나치게 성적이고 소란스럽다고 비난받기도 했지만, 화려하고 아름답다고 극찬받기도 했다.
1603년 5월 6일에 뇨인고쇼(女院御所, 한국 한자음: 여원어소)에서 춤을 추었다는 기록이 있으며, 문헌에 따라 춤의 명칭이 "야야코 춤"(ヤヤコ跳), "야야코 오도리"(ややこおとり), "가부키 오도리"(かふきおとり)로 다르게 나타난다. 이 사실과 기술 내용으로 볼 때, 1603년 5월부터 그리 멀지 않은 시기에 가부키 춤이라는 새로운 명칭이 정착했다고 여겨진다. 내용 면에서도 귀여운 소녀의 고우타 춤으로 여겨지는 야야코 춤에서, 가부키모노(傾き者)가 자야의 여인과 희롱하는 장면을 포함하는 것으로 질적인 변화가 있었다고 여겨진다.
오쿠니의 가장 인기 있는 공연 중 하나는 1603년에 사망한 실존 인물인 나고야 산자부로라는 낭만적인 인물을 다룬 것이었다. 무대에서 오쿠니의 아름다운 목소리는 산자부로의 영혼을 현세로 불러내어 함께 춤을 추게 했다. 오쿠니와 산자부로의 관계에 대해 역사적으로 여러 추측이 있으나, 그가 생전에 실제로 연인 관계였는지, 아니면 단순히 이야기 속에 그를 등장시킨 것인지는 확실하지 않다. 오쿠니의 가부키 춤은 나고야 산자부로 역할로 남장한 오쿠니와, 자야의 딸 역할로 여장한 오쿠니의 남편 산쿠로가 농밀하게 희롱하는 것이었다. 극단의 다른 춤꾼들도 모두 이성 복장을 특징으로 했으며, 관객은 그 도착감에 고조되어 마지막에는 후류 오도리나 넨부쓰 오도리와 마찬가지로 출연자와 관객이 뒤섞여 열광적으로 춤추며 대단원을 이루었다. 이처럼 오쿠니가 가부키 춤을 창시할 때 넨부쓰 오도리를 도입했다는 기술이 일반 해설서나 고등학생용 자료집에서 일반적이지만, 이 기존 설에 대해 야야코 춤의 극단이나 오쿠니가 넨부쓰 오도리를 추었을 가능성이 낮다고 주장하는 이들도 있다.
오쿠니의 극단은 여성으로만 구성되어 있었다. 따라서 배우들은 남성과 여성 역할을 모두 연기해야 했다. 극단이 유명해지자 많은 이들이 이를 모방했는데, 특히 유곽에서는 부유한 고객들을 즐겁게 하고 연기와 노래 실력이 있는 유녀를 확보하기 위해 이러한 공연을 선보였다. 이러한 새로운 형태의 여성 전용 극단은 '시바이'와 '온나가부키'(여성을 뜻하는 일본어 '온나'에서 유래), '오쿠니 가부키'라는 이름으로 알려지게 되었다.

### 말년

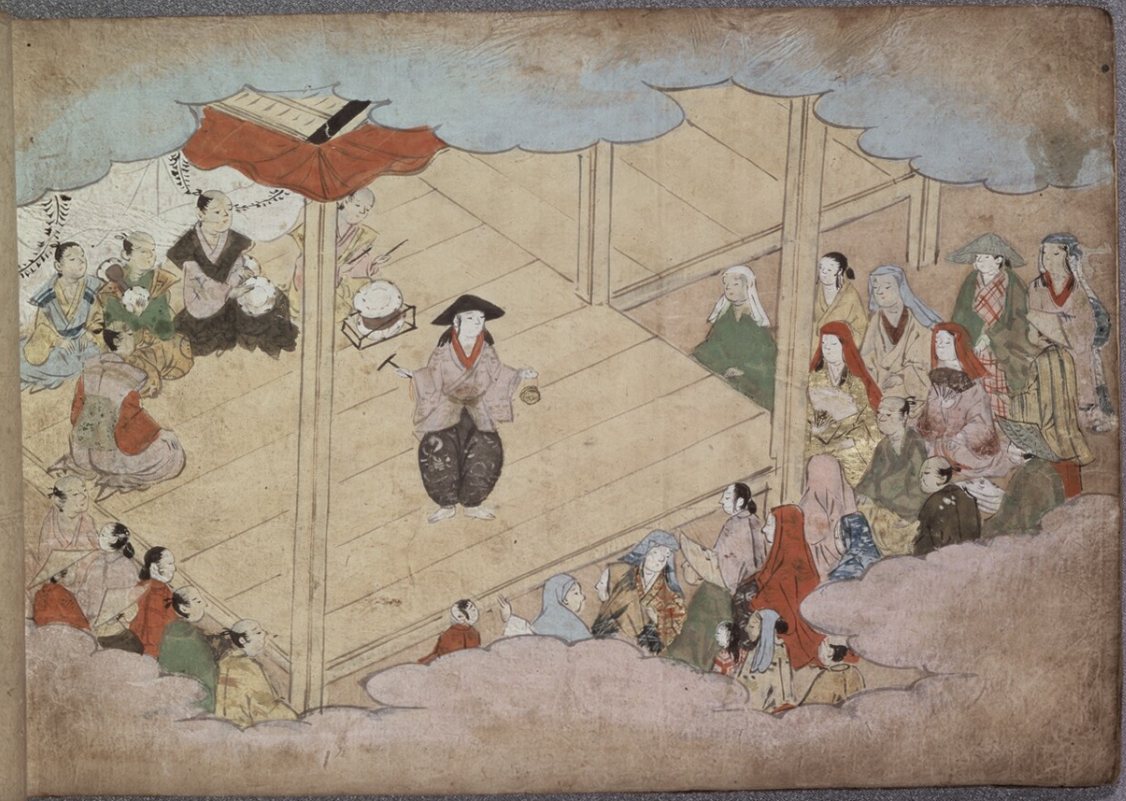
《구니조 가부키 에코토바》의 12쪽에는 가부키 연극의 창시자인 이즈모노 오쿠니가 무대 위에서 공연하는 모습이 그려져 있다.

오쿠니는 1610년경에 은퇴하고 그 이후로 자취를 감추었다. 1629년, 도덕적 개혁을 요구하는 여론과 배우들의 관심을 얻으려는 남성들 사이에서 벌어지는 싸움에 대한 우려로 인해 쇼군 도쿠가와 이에미쓰는 여성의 가부키 공연을 금지했다. 여성을 대신하여 곧바로 젊은 남성들이 배우와 '여배우' 역할을 맡게 되었으나, 매춘과 도덕적 타락이라는 동일한 문제로 인해 이 또한 곧 금지되었다. 결국 나이 든 남성만이 가부키를 공연할 수 있도록 제한되었는데, 오늘날 공식 극장에서도 여전히 이어지고 있는 관행이다.
오쿠니의 사망 연도에 대해서는 여러 가지 설이 있다. 1610년이라는 설, 1613년이라는 설, 또는 1640년이라는 설이 있다.
이즈모 대사 근처, 본가인 나카무라가의 무덤 옆에 이즈모노 오쿠니의 무덤이 있다. 또한, 교토 다이토쿠지의 산겐인에도 마찬가지로 오쿠니의 것이라고 전해지는 무덤이 있으며, 남편이었던 나고야 산자의 무덤과 함께 나란히 공양되고 있다. 한편, 음력 4월 15일(현재는 양력 4월 15일이라고도 함)이 "오쿠니기"(阿国忌)라고 불린다.

## 문화적 영향과 유산
오쿠니는 가부키를 창시한 것 외에도 일본 연극 전반에 기여했다. 그는 극장 뒤편에서 시작하여 관객석 사이를 가로질러 무대까지 이어지는 통로인 '하나미치'('꽃길')의 원형을 도입한 것으로 알려져 있다. 하나미치는 가부키를 넘어 여러 일본 연극 예술에 도입되었다. 또한 현대 뮤지컬 연극에도 영향을 미쳤다.
아리요시 사와코는 1960년대 후반에 오쿠니의 가상 전기인 《이즈모노 오쿠니》라는 소설을 발표했다. 이 이야기는 1967년부터 1969년까지 《부인공론》(婦人公論, 후진코론)에 연재되었다.
이즈모노 오쿠니를 기념하는 동상이 교토의 가모가와강 근처, 미나미자 가부키 극장에서 멀지 않은 곳에 세워져 있다.

## 참고 문헌
- National Guitar Workshop (2008–2009). 《Guitar Atlas: Guitar Styles from Around the World》. Alfred Publishing Co. ISBN 9780739063446.
- Hartley, Barbara (2018). 〈Izumo no Okuni Queers the Stage〉.   Miller, Laura; Copeland, Rebecca. 《Diva Nation: Female Icons from Japanese Cultural History》. University of California Press. 77–94쪽. ISBN 978-0520969971.
- Průšek, Jaroslav; Słupski, Zbigniew (1974). 《Dictionary of Oriental Literatures: East Asia》. Routledge. ISBN 9780415393539.
- Scott, A.C. (1955). 《The Kabuki Theatre of Japan》. Oliver Wendell Holmes Library: Allen & Unwin. ISBN 9780486406459.
- Varley, Paul (2015). 《Japanese Culture, 4th Ed..》. University of Hawai'i Press. ISBN 978-0-8248-2152-4.

## 같이 보기
- 이즈모노쿠니(出雲の阿国)
- 나고야노 산자부로(名古屋山三郎)
- 가부키
- 이즈모 대사